# Shinryaku! Ika Musume
Shinryaku! Ika Musume (jap. 侵略!イカ娘, dt. „Invasion! Tintenfischmädchen“), mit der Tagline The invader comes from the bottom of the sea! (dt. „Der Eindringling kommt vom Grund des Meeres“), ist eine komödiantische Mangareihe des japanischen Künstlers Masahiro Anbe, die von 2007 bis 2016 erschien. Die Geschichte handelt von dem ‚Tintenfischmädchen‘ Ika Musume, das nach eigenem Wissen geboren wurde, um die Welt der Menschen zu erobern.
Im Jahr 2010 wurde der Manga von Studio Diomedéa (ehemals Studio Barcelona) unter Regie von Tsutomu Mizushima als Anime-Fernsehserie adaptiert, die der Handlung des Mangas folgt. Eine zweite Staffel mit dem Titel Shinryaku!? Ika Musume folgte Herbst 2011.

## Handlung
Die Geschichte setzt unmittelbar mit dem Auftauchen von Ika Musume (イカ娘) in der Nähe der Strandbar Umi no Ie Lemon (海の家 れもん) ein. In einem Monolog erklärt sie ihr Ziel, aus Rache wegen der Verschmutzung der Weltmeere die Menschheit zu unterwerfen. Als ersten Schritt steckt sie sich dabei die Unterwerfung der Betreiber jener Bar, die von den Aizawa-Schwestern geführt wird. Doch stellt sich schnell heraus, dass Ika nicht die geringste Vorstellung von der Welt der Menschen hat. Da Ika Musume nur wie eine 13–14-Jährige aussieht und Eiko Aizawa (相沢 栄子, Aizawa Eiko) sie entsprechend behandelt, zeigt sie erstmals ihre Fähigkeiten, indem sie eine Wand des Geschäftes mit ihren Tentakeln, die zugleich ihre Haare sind, zerstört. Dies hat zur Folge, dass Eiko sie zum Abarbeiten der Reparaturen als Angestellte einspannt, wobei sich ihre Tentakelhaare als eine große Hilfe herausstellen. Als sie mit der Eroberung ernst machen will, nimmt sie erst Eiko und dann deren kleinen Bruder Takeru Aizawa (相沢 たける, Aizawa Takeru) gefangen. Chizuru Aizawa (相沢 千鶴, Aizawa Chizuru) aber – die zwar äußerlich einen freundlichen aber verschlossenen Eindruck macht, aber hinter dieser Fassade eine düstere Seite verbirgt – gelingt es mühelos, Ika unter Kontrolle zu bringen. Aus Furcht und zur Wiedergutmachung arbeitet sie von nun an fest in der Bar. Dabei werden immer wieder Ikas Besonderheiten ausgenutzt, um Geschäfte zu machen; beispielsweise wird ihre Tinte zur Nahrungszubereitung verwendet.
Zu Takeru baut Ika bald eine lockere Freundschaft auf. Ebenso gesellt sich immer wieder der Rettungsschwimmer Gorō Arashiyama (嵐山 悟郎, Arashiyama Gorō) hinzu, der insgeheim in Chizuru verliebt ist. Überaus beliebt ist Ika bei Eikos Nachbarin und Freundin Sanae Nagatsuki (長月 早苗, Nagatsuki Sanae), die Hals über Kopf in sie verliebt ist und Pläne für eine intime Beziehung mit Ika schmiedet. Diese Art von Zuneigung ist aber selbst Ika zu viel, weshalb sie sich am liebsten vor ihr versteckt. Im Gegenteil dazu sieht die Surferin Nagisa Saitō (斉藤 渚, Saitō Nagisa) in Ika wahrhaftig eine Bedrohung und ist entsprechend verängstigt – ganz zur Freude von Ika, da sie in ihr zum ersten Mal einen Menschen sieht, der ihr die entsprechende Ehrfurcht entgegenbringt. Als weitere Kuriosität gesellt sich die Amerikanerin Cindy Campbell (シンディー・キャンベル, Shindī Kyamberu) hinzu, die zusammen mit ihrem leicht verrückten, dreiköpfigen Forschungsteam Harris, Clark und Martin Ika für eine Außerirdische hält und am liebsten in ein Forschungslabor verschleppen würde.
Eine echte Freundin findet Ika schließlich in der Mittelschülerin Kiyomi Sakura (紗倉 清美, Sakura Kiyomi), der sie bei einem naiv fehlgeschlagenen Klingelstreich und dem anschließenden Versuch, sich davon herauszureden, begegnet. Eine weitere wichtige Hauptfigur ist Ayumi Tokita (常田 鮎美, Tokita Ayumi), die Tochter des Besitzers eines rivalisierenden Strandhauses. Da Ayumi ein sehr hübsches Mädchen ist, wäre sie durchaus selbst in der Lage, die Gäste anzuziehen; jedoch ist sie menschenscheu und ziemlich still, was zur Folge hat, dass sie sich daher hinter meist verstörenden Kigurumi-Nachbildungen von Ika Musume versteckt, die ihr Vater baut und benutzt, um sein Geschäft etwas anzukurbeln.

## Manga
Die Mangareihe Shinryaku! Ika Musume wird von Masahiro Anbe geschrieben und gezeichnet. Das erste Kapitel erschien Ausgabe 35/2007 des Magazins Shūkan Shōnen Champion vom 26. Juli 2007 und dann weitere wöchentlich bis zur Ausgabe 13/2016 vom 25. Februar 2016. Das Magazin selbst wird von Akita Shoten herausgegeben. Als Tankōbon zusammengefasst erschienen davon bisher (Stand: Februar 2016) 21 von 22 gebundenen Ausgaben.
1. ISBN 978-4-253-21401-8, 7. März 2008
2. ISBN 978-4-253-21402-5, 8. August 2008
3. ISBN 978-4-253-21403-2, 8. Januar 2009
4. ISBN 978-4-253-21404-9, 8. Mai 2009
5. ISBN 978-4-253-21405-6, 8. Oktober 2009
6. ISBN 978-4-253-21406-3, 8. April 2010
7. ISBN 978-4-253-21407-0, 8. Oktober 2010
8. ISBN 978-4-253-21408-7, 8. Dezember 2010
9. ISBN 978-4-253-21409-4, 8. April 2011
10. ISBN 978-4-253-21410-0, 7. Oktober 2011
11. ISBN 978-4-253-21412-4, 6. Januar 2012
12. ISBN 978-4-253-21413-1 (normal) /
ISBN 978-4-253-18179-2 (limitiert), 8. August 2012
13. ISBN 978-4-253-93568-5, 8. Januar 2013
14. ISBN 978-4-253-21415-5 (normal) /
ISBN 978-4-253-18181-5 (limitiert), 7. Juni 2013
15. ISBN 978-4-253-21416-2, 8. Oktober 2013
16. ISBN 978-4-253-21417-9, 8. März 2014
17. ISBN 978-4-253-21418-6 (normal) /
ISBN 978-4-253-18185-3 (limitiert), 8. September 2014
18. ISBN 978-4-253-21419-3, 7. November 2014
19. ISBN 978-4-253-21420-9, 6. März 2015
20. ISBN 978-4-253-22570-0, 7. August 2015
21. ISBN 978-4-253-22571-7, 8. Januar 2016

Die limitierten Fassung von Band 12, 14 und 17 erhielten zusätzlich eine DVD mit einer weiteren Animefolge.
Außerhalb Japans wurde der Manga in Taiwan von Ching Win Publishing lizenziert.

## Anime

### Shinryaku! Ika Musume
Der Manga wurde von Diomedéa unter Regie von Tsutomu Mizushima als zwölfteilige Anime-Fernsehserie adaptiert, die erstmals vom 5. Oktober bis zum 21. Dezember 2010 auf TV Tokyo ausgestrahlt wurde. Die Übertragung fand nach Mitternacht und damit am vorherigen Fernsehtag statt. Die Folgen bestehen aus jeweils drei Kapiteln deren Titel alle auf „nai ka?“ (なイカ?) enden.
Eine Fassung mit englischen Untertiteln namens Squid Girl wurde zuerst vom 9. Oktober bis 25. Dezember 2010 weltweit auf Crunchyroll gestreamt.
Seit dem 24. Dezember 2010 wird die Serie in Japan auf DVD und Blu-ray Disc veröffentlicht, wobei die sechste und letzte Disc am 27. Mai 2011 erschienen ist. Auf den insgesamt sechs Medien befinden sich jeweils zwei Folgen der Serie, auf dem fünften und sechsten Medium sind zusätzlich Nebengeschichten mit Mini-Ika Musume als Extra enthalten.
Die Ausgaben auf Blu-ray Disc gehörten bei ihrem Erscheinen zu den meistverkauften Japans: die ersten beiden verkauften sich nach den Oricon-Charts in der ersten Woche jeweils 6000-mal und konnten sich so auf den Plätzen 4 bzw. 5 positionieren. Die dritte erreichte mit 9000 Exemplaren in der ersten Woche gar die Spitzenposition, die vierte Blu-ray Disc stieg auf Platz 4 ein, die fünfte wieder auf Platz 1 und die sechste und letzte auf Platz 10.
In Nordamerika erschien die Serie bei Media Blasters auf zwei DVDs am 27. September und 6. Dezember 2011 mit einer zusätzlichen englischen Synchronisation. Eine Blu-ray folgte am 10. April 2012.

### Shinryaku!? Ika Musume
In Ausgabe 13/2011 vom 24. Februar 2011 des Magazins Shūkan Shōnen Champion wurde eine zweite Staffel der Serie angekündigt. Diomedea wird auch diese Staffel produzieren, wobei der Regisseur der ersten Staffel, Tsutomu Mizushima, die Gesamtleitung übernehmen wird, während Yasutaka Yamamoto Regie führen wird.
Die Ausstrahlung erfolgte vom 27. September bis 27. Dezember 2011 kurz nach Mitternacht auf TV Tokyo. Zum 14. Oktober folgten TV Aichi, einen Tag später landesweit AT-X und ab 16. Oktober TV Osaka. Crunchyroll streamte die Folgen mit englischen Untertiteln etwa eine Stunde nach ihrer japanischen Erstausstrahlung auf TV Tokyo. Die drei Kapitel pro Folge enden bei dieser Staffel stets auf „nai ka!?“ (なイカ!?).
Die sechs DVD/Blu-Rays der Serie erschienen in Japan vom 21. Dezember 2011 bis 16. Mai 2012.

### Shinryaku!! Ika Musume
Die limitierte Fassung des Manga-Bandes 12 vom 8. August 2012 kam mit einer OVA names Shinryaku!! Ika Musume (侵略!!イカ娘) einher. In Band 14 vom 7. Juni 2013 war eine zweite Folge enthalten und eine dritte ist für Band 17 vom 9. September 2014 geplant.

### Synchronisation
| Rolle           | japanischer Sprecher (Seiyū)                       |
| --------------- | -------------------------------------------------- |
| Ika Musume      | Hisako Kanemoto                                    |
| Eiko Aizawa     | Ayumi Fujimura                                     |
| Chizuru Aizawa  | Rie Tanaka                                         |
| Takeru Aizawa   | Miki Ōtani                                         |
| Gorō Arashiyama | Yūichi Nakamura                                    |
| Sanae Nagatsuki | Kanae Itō                                          |
| Nagisa Saitō    | Azusa Kataoka                                      |
| Cindy Campbell  | Hitomi Nabatame (japanisch) Ema Kokubun (englisch) |
| Kiyomi Sakura   | Kokoro Kikuchi                                     |
| Ayumi Tokita    | Ayako Kawasumi                                     |
| Harris          | Seiji Sasaki                                       |
| Clark           | Anri Katsu                                         |
| Martin          | Tetsuo Gotō                                        |
| Kozue Tanabe    | Akemi Kanda                                        |

### Musik
Der Vorspann der ersten Staffel war mit dem Titel Shinryaku no Susume☆ (侵略ノススメ☆) unterlegt, der von „ULTRA-PRISM with Ika Musume (Kanemoto Hisako)“ interpretiert wurde. Der Titel erschien auf der gleichnamigen von Lantis veröffentlichten Single, jeweils in einer regulären und einer limitierten Fassung, am 15. Dezember 2010 und konnte Platz 31 in den wöchentlichen Oricon-Charts erreichen, in denen sie 12 Wochen verblieb.
Der Abspann der ersten Staffel verwendete eine Kurzfassung des von Kanae Itō interpretierten Titels Metamerism (メタメリズム, Metamerizumu). Der Titel erschien am 26. November 2010 bei Mellow Head als Single und erreichte Platz 52 (6 Wochen) der Charts.
Daneben erschien am 15. Dezember 2010 die Character-Song-Maxisingle Kore ga Umi e no Ai janaIka! (これが海への愛じゃなイカ!) attributiert auf „Ika Musume (Kanemoto Hisako)“, die Platz 32 (5 Wochen) erreichte, am 22. Dezember der Soundtrack Ikamusume O.S.T. und am 26. Januar 2011 das Hörspiel TV Anime „Shinryaku! Ika Musume“ Drama CD janaIka? (ＴＶアニメ『侵略！イカ娘』　ドラマＣＤじゃなイカ？).
Für die zweite Staffel wurde im Vorspann High Powered gesungen von Sphere und im Abspann Kimi o Shirukoto (君を知ること) gesungen von „Ika Musume (Kanemoto Hisako)“ verwendet.
In der OVA kam als Vorspann Let’s Shinryaku Time (Let's☆侵略タイム, ~ Taimu) von ULTRA-PRISM zum Einsatz und im Abspann Puzzle (パズル, Pazuru) von Kanae Itō.

## Rezeption
Die BluRays zur ersten Staffel starteten in ihrer jeweiligen Veröffentlichungswoche stets in den Top 10 der allgemeinen BluRay-Charts.
Ika Musume hat die Eigenart ihre Sätze entweder als negative Fragen mittels „nai ka?“ (〜なイカ？, na-i-ka?) oder Aussagen mit der Kopula de geso (〜でゲソ, abgeleitet von de gesu aus dem historischen Edo-Dialekt) zu beenden, wobei die Laute ika und geso homophon mit „Tintenfisch“ bzw. „Tintenfischtentakel“ sind. Diese durch den Anime popularisierte idiosynkratische Ausdrucksweise fand daraufhin solch große Verwendung, dass ika? (〜イカ？) und geso (〜ゲソ) beim „Großen Preis der Netz-Modewörter 2010“ (ネット流行語大賞, Net Ryūkōgo Taishō) Bronze gewannen. Der Preis wird auch von der Sankei Shimbun mitgetragen, die alljährlich den „Großen Preis der Neuwörter und Modewörter“ (新語・流行語大賞, Shingo Ryūkōgo Taishō), als japanischen Äquivalent zum deutschen Wort des Jahres, verleiht.
Das Rennsportteam LMP Motorsports verwendete bei der Super-GT-Saison 2011 in der GT300-Klasse einen Ferrari F430 namens Pacific NAC Ikamusume Ferrari (PACIFIC NAC イカ娘 フェラーリ) mit Ika-Musume-Motiv. Zudem war das Hospitality-Zeit im Fahrerlager wie die Strandbar der Serie hergerichtet. Dies geht darauf zurück das der Regisseur der Serie Tsutomu Mizushima gleichzeitig Rennsportdirektor des Teams ist.
Einer besonderen Beliebtheit bei den Fans erfreut sich eine Super Deformed-Version von Ika Musume, bekannt als Mini Ika Musume, die erstmals in der 5. Folge der ersten Staffel, im Abschnitt Kawanai ka? (飼わなイカ?) erschien. Aufgrund ihrer Popularität wurden auch (Stand Februar 2012) zwei fünfminütige Extra-Kurzgeschichten mit dieser Figur produziert.
Shinryaku! Ika Musume ging Mai 2015 eine Zusammenarbeit mit Nintendos Spiel Splatoon deren Protagonisten zwischen menschlicher und Tintenfischform wechseln können. Diese besteht darin, das Ika Musume seit August 2015 als Kleidung im Spiel verfügbar ist und auch der US-amerikanischen und europäischen Version des Spiels übernommen wurde.